# Баркгаген
Баркгаген (нім. Barkhagen) — громада в Німеччині, розташована в землі Мекленбург-Передня Померанія. Входить до складу району Людвігслуст-Пархім. Складова частина об'єднання громад Плау-ам-Зе.
Площа — 30,28 км2. Населення становить 613 ос. (станом на 31 грудня 2020).